# Bidet

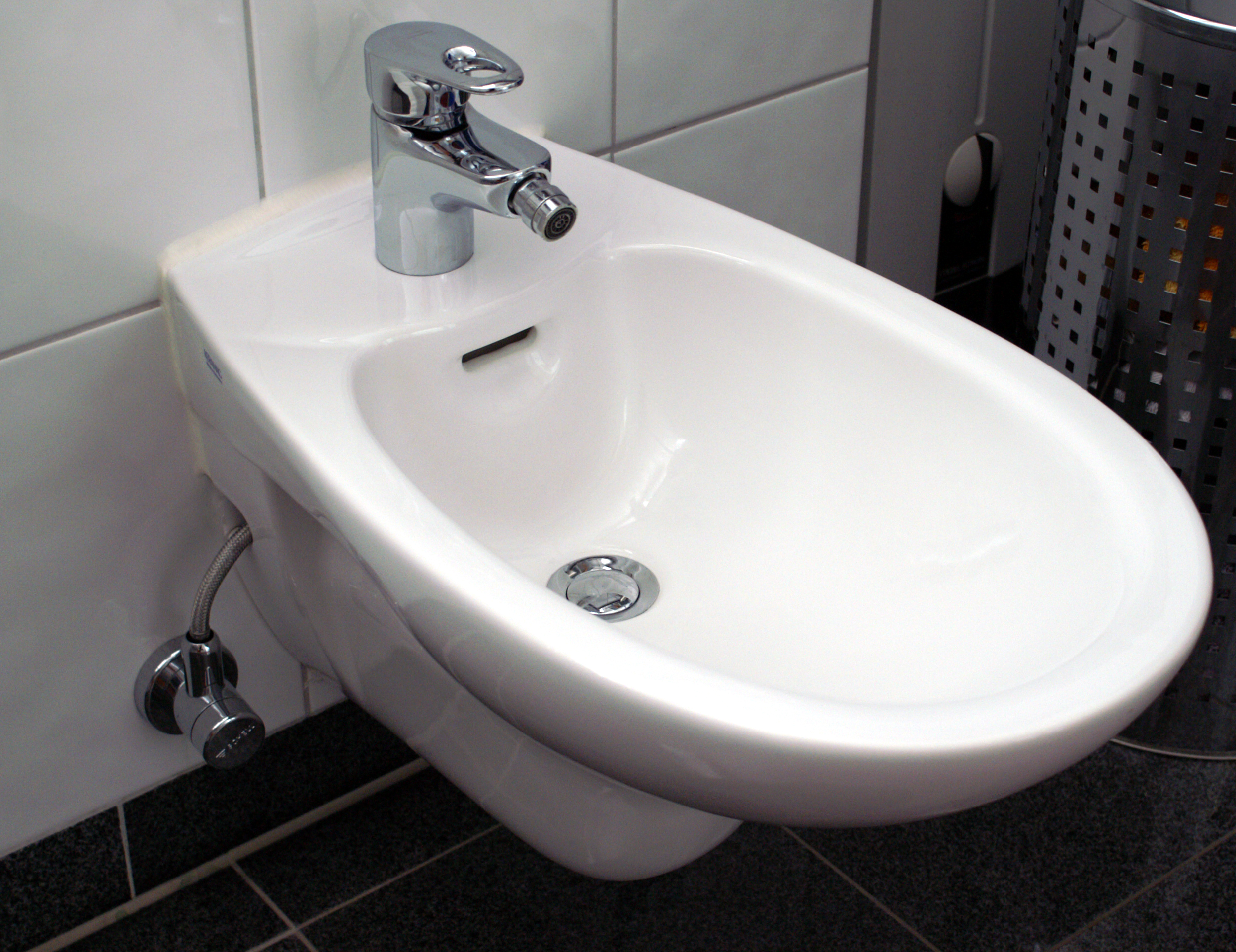
Bidet mit Mischbatterie und fast horizontal ausgerichteter Wasserhahndüse

Ein Bidet (französisch, [biːdeː]) ist ein niedrig angebrachtes Sitzwaschbecken. Es dient zur Reinigung der äußeren Genitalien und des Anus. Anders als das Dusch-WC wird ein Bidet zusätzlich neben der Toilette in ein Badezimmer eingebaut.

## Benutzung und Bauformen

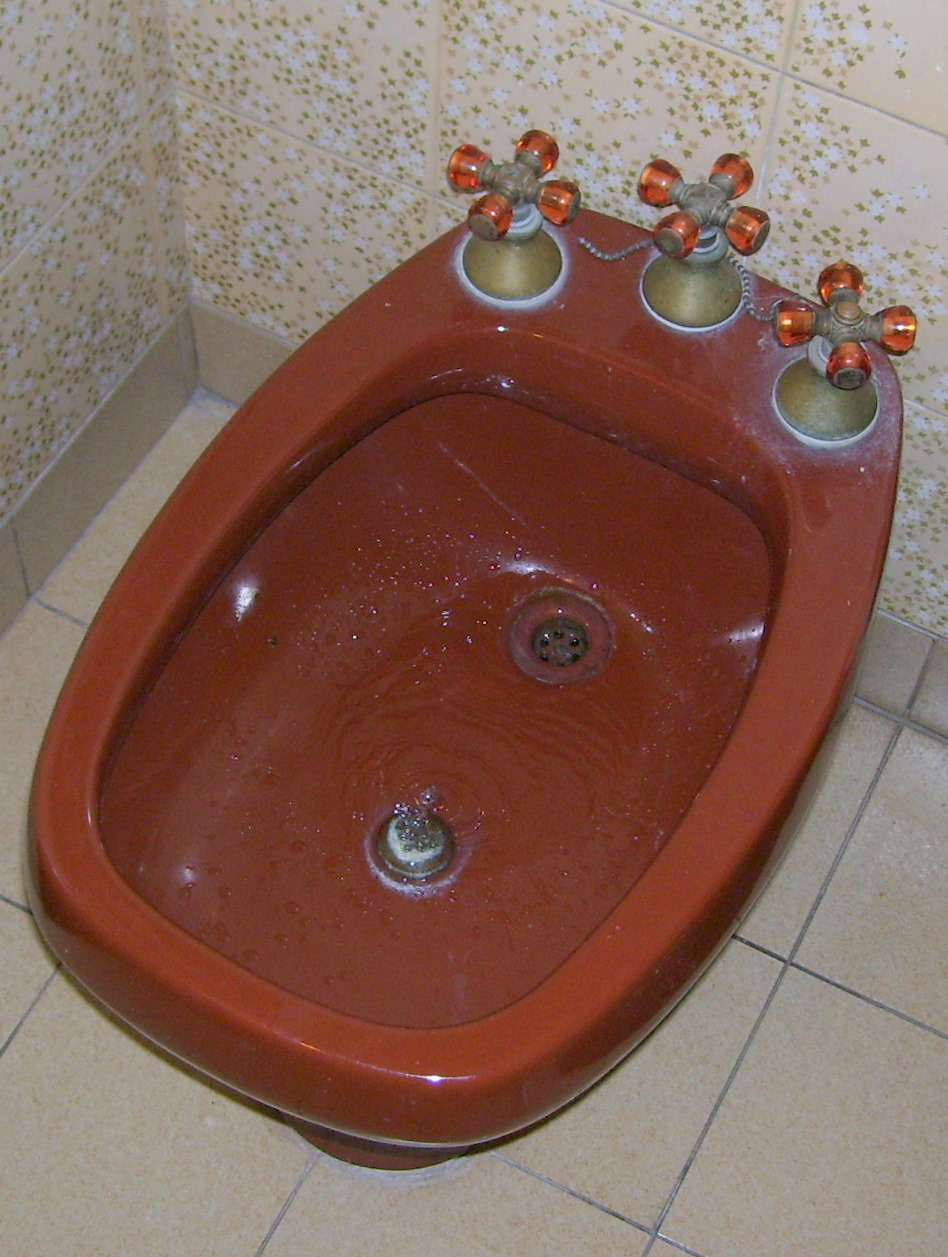
Bidet mit einem in Deutschland als Neuinstallation nicht mehr zulässigen Wasseraustritt am Beckenboden

Bidets werden generell dazu benutzt, sich die äußeren Geschlechtsorgane sowie den Anus mit Wasser zu reinigen. Außerdem können auch andere Teile des Körpers – insbesondere die Füße – bequem gereinigt werden. Obwohl das Bidet dem Aussehen nach der Toilette ähnelt, ist der Vergleich mit dem Waschbecken oder der Badewanne angebrachter.
Das Wasser kann in das Bidet eingelassen werden, so dass die äußeren Genitalien wie in einer Schüssel gewaschen werden. Man kann ein Sitzbad darin nehmen. 
Für die Intimhygiene ist es jedoch von Vorteil, den Ablauf offen zu lassen und sich unter fließendem warmem Wasser zu waschen. Um die Vulva oder den Penis zu reinigen, setzt man sich mit dem Blick zur Wand bzw. zum Wasserhahn auf das Bidet, so dass der Wasserstrahl aus dem fast horizontal ausgerichteten Strahlregler von vorne nach hinten das Genital abspült. Bei Frauen wird auf diese Weise das Einspülen von Keimen in die Vagina vom Analbereich her vermieden. Danach kann in der anderen Sitzposition mit Blick in den Raum, also mit dem Rücken zum Wasserhahn, der Anus gereinigt werden. 
In anderen Fällen fungiert das Bidet wie eine Dusche, die Wasser von unten sprüht und durch eine Armatur in gewünschter Wärme geregelt werden kann. Das Bidet sollte nach dem Toilettengang benutzt werden. So werden ungewollte Harn- und Stuhlaustritte im Bidet vermieden. Nach der Waschung im Bidet sollten die Körperteile abgetrocknet werden. Hier können extra bereitgestellte Handtücher oder Toilettenpapier nützlich sein. Einige Bidets sind mit Lufttrockner ausgestattet. Obwohl die Benutzung eines Bidets die Verwendung der Hand miteinschließt, welche die Genitalien und den Anus berührt, ist die Benutzung hygienischer als die Säuberung nur mit trockenem Toilettenpapier. In der Praxis benutzen die meisten Menschen beides: zuerst das Toilettenpapier für die grobe Säuberung und danach das Bidet für die Feinhygiene.
Bidets werden in verschiedenen Bauformen hergestellt. Sie besitzen heute meist eine Armatur, mit der sich Wasser in ein Porzellanbecken füllen lässt. Wenn man einen Stöpsel in den Abfluss steckt, kann das Bidet gefüllt werden, oder man lässt das Wasser während der Benutzung abfließen. Andere Bidets besitzen eine Düse, aus der Wasser gesprüht wird.
Für Menschen mit eingeschränkter Mobilität, die Probleme haben, die Badewanne zu benutzen, oder Angst vor dem Ausrutschen in der Dusche haben, stellt das Bidet eine gute Möglichkeit dar, die persönliche Hygiene sicherzustellen.

## Verbreitung
Laut einer französischen Umfrage von 1995 wird das Bidet in Europa in Italien am häufigsten genutzt (97 %), gefolgt von Portugal an zweiter Stelle (92 %) und Frankreich an dritter Stelle (42 %). Am seltensten wird das Bidet in Deutschland (6 %) und Großbritannien (3 %) genutzt. Aufgrund der geringen Verbreitung in manchen Ländern wurden tragbare Hand-Bidets oder nachträglich installierbare Bidetschläuche entwickelt.

## Geschichte
Bidet war vor 400 Jahren das französische Wort für „kleines Pferd“ – in altfranzösisch bedeutet bider traben. Diese merkwürdige Bezeichnung für das Bidet kam dadurch zustande, dass frühe Formen von Bidets auf einem Gestell befestigt waren und man bei der Benutzung aufsteigen musste.
Das Bidet scheint eine Erfindung französischer Möbelbauer im späten 17. Jahrhundert oder frühen 18. Jahrhundert zu sein. Es ist kein genaues Datum oder der Name des Erfinders bekannt. Die früheste literarische Fundstelle eines Bidets kann mit dem Jahr 1710 angegeben werden. Roberto Zapperi nennt als früheste schriftliche Erwähnung des Bidets das Jahr 1726 und als Quelle die Memoiren des französischen Außenministers René Louis d’Argenson. Die früheste bekannte bildliche Darstellung eines Bidets ist das Gemälde La Toilette intime von François Boucher von 1741, das sich heute im Museum in Madrid befindet. Einer der größten Fürsprecher des Bidets war der französische Gesandte in Venedig und Rom François-Joachim de Pierre de Bernis, durch den das Bidet in Italien Einzug hielt.

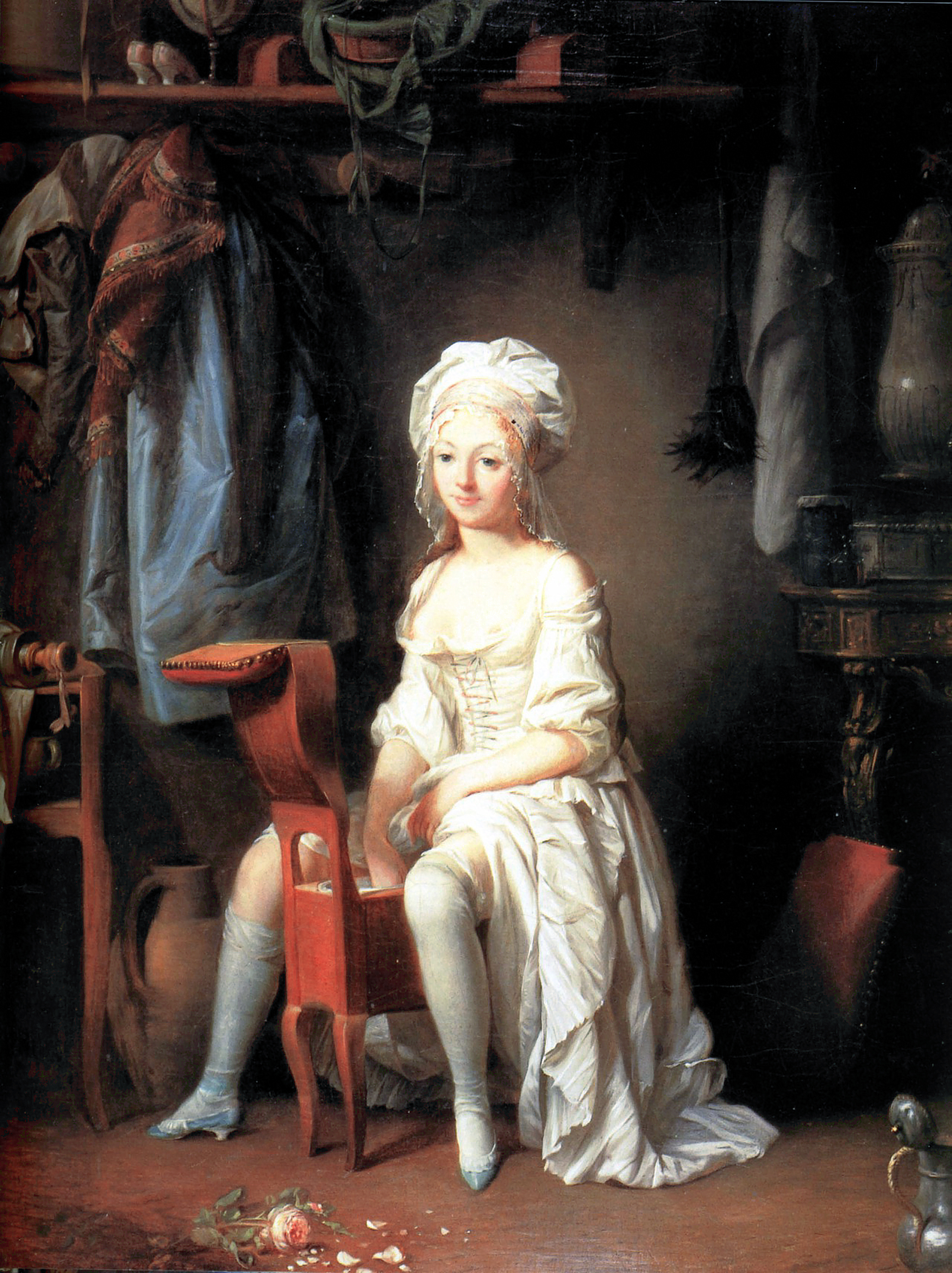
La toilette intime von Louis-Léopold Boilly (1761–1845)
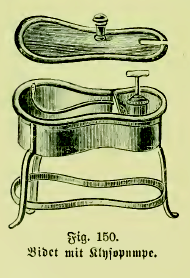
Bidet mit Klysopumpe um die Jahrhundertwende (Die Frau als Hausärztin, 1911)

Um 1900 wanderten aufgrund der fortgeschrittenen Sanitärinstallationstechnik des viktorianischen Zeitalters das Bidet und der Nachttopf vom Schlaf- ins Badezimmer.
Bis zur Erfindung der Antibabypille wurde das Bidet zur Empfängnisverhütung verwendet, indem nach dem Geschlechtsverkehr durch ein Auswaschen des Spermas aus der Vagina eine Schwangerschaft zu verhindern versucht wurde.

## Das Bidet in der Literatur
In dem 1978 erschienenen humoristischen Roman Das blaue Bidet oder Das eigentliche Leben von Joseph Breitbach ist die Hauptperson ein vehementer Verfechter des Bidets, versucht stets sein Gegenüber von dessen Nutzen zu überzeugen und verliert völlig die Fassung, wenn in einem Hotelbadezimmer keines vorhanden ist. Auch Hobbythekmoderator und Buchautor Jean Pütz ist ein großer Verfechter der Verwendung von Bidets zur Analwäsche und Intimpflege.